# Дещенский сельсовет
Де́щенский сельсовет — административная единица на территории Узденского района Минской области Республики Беларусь. Административный центр — агрогородок Дещенка.

## Географическое положение
Сельский Совет расположен на севере Узденского района. Административный центр — агрогородок Дещенка находится в 24 км от районного центра — города Узда и в 37 км от областного центра — Минска.

## История
Образован 30 октября 2009 года в составе Узденского района Минской области.
В состав сельсовета включены 12 населённых пунктов (Зелень, Колодино, Короневские, Кашканы, Ладыга, Подзелень, Проходы, Русаково, Рыбаковщина, Сенное, Тристенец, Теплень) упразднённого Тепленского сельсовета, 8 населённых пунктов (Володьки, Городище, Дегтяное, Дещенка, Корма, Малая Дещенка, Рябиновка, Яченка) Озерского сельсовета и 5 населённых пунктов (Горбаты, Константиново, Карпиловка, Миколка, Яловка) упразднённого Теляковского сельсовета.
24 мая 2013 года в состав сельсовета из Узденского сельсовета переданы 4 населённых пункта (Алеховка, Петровск, Слободка, Теляково).
5 марта 2025 года упразднена деревня Малая Дещенка.

## Состав
Дещенский сельсовет включает 29 населённых пунктов:
- Алеховка — деревня.
- Володьки — деревня.
- Горбаты — деревня.
- Городище — деревня.
- Дегтяное — деревня.
- Дещенка — агрогородок.
- Зелень — деревня.
- Карпиловка — деревня.
- Кашканы — деревня.
- Колодино — деревня.
- Константиново — деревня.
- Корма — деревня.
- Короневские — деревня.
- Ладыга — деревня.
- Миколка — деревня.
- Петровск — посёлок.
- Подзелень — деревня.
- Проходы — деревня.
- Русаково — деревня.
- Рыбаковщина — деревня.
- Рябиновка — деревня.
- Сенное — деревня.
- Слободка — деревня.
- Теляково — деревня.
- Теплень — деревня.
- Тристенец — деревня.
- Яловка — деревня.
- Яченка — деревня.

Упразднённые населённые пункты:
- Малая Дещенка — деревня.[3]

## Производственная сфера
- Филиал СХК ЗАО «Витэкс»
- УП «Экспериментальная база имени Котовского»
- РУП «Научно-практический центр НАН Республики Беларусь по картофелеводству и плодоовощеводству».

## Социальная сфера
Дещенская врачебная амбулатория, средняя государственная общеобразовательная школа, детский сад, Дещенский центр свободного времени, сельская библиотека, физкультурно-оздоровительный комплекс, конно-спортивная школа, ПАСП № 14 д. Дещенка Узденского РОЧС (пожарное отделение).

## Культура
В агрогородке Дещенка расположен Музей картофеля.

## Достопримечательность
- Памятник картошке в агрогородке Дещенка[4]. Установлен 12 сентября 2021 года.